# Odontopimpla fasciata
Odontopimpla fasciata är en stekelart som först beskrevs av Brulle 1846.  Odontopimpla fasciata ingår i släktet Odontopimpla och familjen brokparasitsteklar. Inga underarter finns listade i Catalogue of Life.